# 矢入一男
矢入 一男（やいり かずお 1932年（昭和7年）7月27日 - 2014年（平成26年）3月5日）は、日本の実業家、ギター製造職人。現代の名工。ヤイリギター社長。

## 略歴
- 1932年（昭和7年）、名古屋市北区出身[1]。
- 1945年（昭和20年）に空襲に焼け出され、母の実家があった岐阜県可児郡今渡町[要出典]（現可児市）に移り住む[1]。旧制東濃中学校（現東濃高校）卒業[1]。
- 1951年（昭和26年）に[要出典]、父親が経営する矢入楽器製作所に入社[1]。
- 1962年（昭和37年）に、本格的なアコースティックギターの製作技術を学ぶ為に渡米[1]。
- 1965年（昭和40年）に社名を株式会社ヤイリギターに改称[1]。
- 1970年（昭和45年）社長に就任。
  - 職人による完全ハンドメイドのアコースティックギターの製造にこだわり続け、国内外のトップアーティストに愛用されるヤイリギター（「K・YAIRI」ブランド）を築き上げる。
- 2005年（平成17年）に、厚生労働省の卓越技能章（現代の名工）。
- 2006年（平成18年）に、黄綬褒章を受章。
- 2014年（平成26年）3月5日午前8時14分、多臓器不全のため岐阜県多治見市の病院で死去[2]。81歳没。